# Morgon och afton Allt har sin tid
Morgon och afton är en psalm med text och musik skriven 1997 av prästen och tonsättaren Per Harling. Texten bygger på Psaltaren 92:2–3, 5–6.

## Publicerad i
- Allt har sin tid. Sånger för livets olika skeden (2000).[1]
- Verbums psalmbokstillägg 2003 som nummer 776 under rubriken "Att leva av tro: Glädje - tacksamhet".[1]